# Colin en noir et blanc
 (décembre 2024).
Si vous disposez d'ouvrages ou d'articles de référence ou si vous connaissez des sites web de qualité traitant du thème abordé ici, merci de compléter l'article en donnant les références utiles à sa vérifiabilité et en les liant à la section « Notes et références ».
Colin en noir et blanc (Colin in Black & White) est une mini-série télévisée dramatique américaine créée par Ava DuVernay et Colin Kaepernick et diffusée à partir du 29 octobre 2021 sur Netflix. 
La série est inspirée de la jeunesse de Colin Kaepernick, un ancien joueur professionnel de football américain et militant des droits civiques, connu pour son engagement contre les injustices raciales aux États-Unis.

## Synopsis
La série retrace l'adolescence de Colin Kaepernick, élevé dans une famille blanche adoptive. Elle explore ses expériences en tant que jeune homme métis dans une société marquée par des discriminations systémiques. À travers six épisodes, la série aborde des thèmes comme le racisme, l'identité, et les choix de vie déterminants, tout en mettant en lumière les obstacles auxquels il a été confronté pour réaliser son rêve de devenir un joueur professionnel de la NFL.
Chaque épisode combine des scènes de reconstitution dramatique avec des commentaires narratifs de Colin Kaepernick, qui partage ses réflexions sur ces moments clés de sa vie.

## Distribution
- Colin Kaepernick (VF : Jean-Michel Vaubien) : lui-même, en tant que narrateur (voix)
- Jaden Michael (en) (VF : Andrea Santamaria) : Colin Kaepernick, adolescent
- Mary-Louise Parker (VF : Vanina Pradier) : Teresa Kaepernick, la mère adoptive de Colin
- Nick Offerman (VF : Bertrand Dingé) : Rick Kaepernick, le père adoptif de Colin
- Mace Coronel (VF : Tom Trouffier) : Jake

 Source et légende : version française (VF) sur RS Doublage

## Production
La série est une collaboration entre Ava DuVernay, réalisatrice acclamée pour des œuvres comme Selma et 13th, et Colin Kaepernick, qui y voit une opportunité de sensibiliser le public aux défis de l'injustice raciale. Le ton visuel et narratif combine des éléments éducatifs et émotionnels, s'inscrivant dans le cadre des luttes actuelles pour l'égalité raciale.

## Réception
Colin en noir et blanc a reçu des critiques globalement positives pour sa narration poignante et son approche pédagogique. Les performances des acteurs, en particulier celle de Jaden Michael, ont été saluées. Cependant, certains critiques ont estimé que le format narratif pouvait parfois être trop didactique.
La série a également suscité des discussions sur les thèmes du racisme institutionnalisé et sur le rôle de l'activisme dans le sport, renforçant le message pour lequel Kaepernick est devenu célèbre : la lutte pour l'égalité et la justice sociale.

## Thèmes abordés
- Racisme : La série explore les micro-agressions et les préjugés auxquels Kaepernick a été confronté en tant qu'adolescent métis adopté par une famille blanche.
- Identité culturelle : Elle illustre son parcours pour embrasser pleinement son héritage afro-américain.
- Discrimination : Les épisodes montrent comment ses talents sportifs ont parfois été éclipsés par des jugements fondés sur sa couleur de peau.

## Impact culturel
La série s'inscrit dans un mouvement plus large de représentations médiatiques dénonçant les injustices raciales, aux côtés de productions comme When They See Us ou The Hate U Give. Elle invite à réfléchir sur la manière dont les expériences personnelles peuvent forger l'engagement politique.